# Kichechia
Kichechia — вимерлий рід котовидих ссавців. Скам'янілості знайдено в таких країнах: Кенія, Уганда. Описано такі види: Kichechia savagei Kichechia zamanae.